# Keith Haring

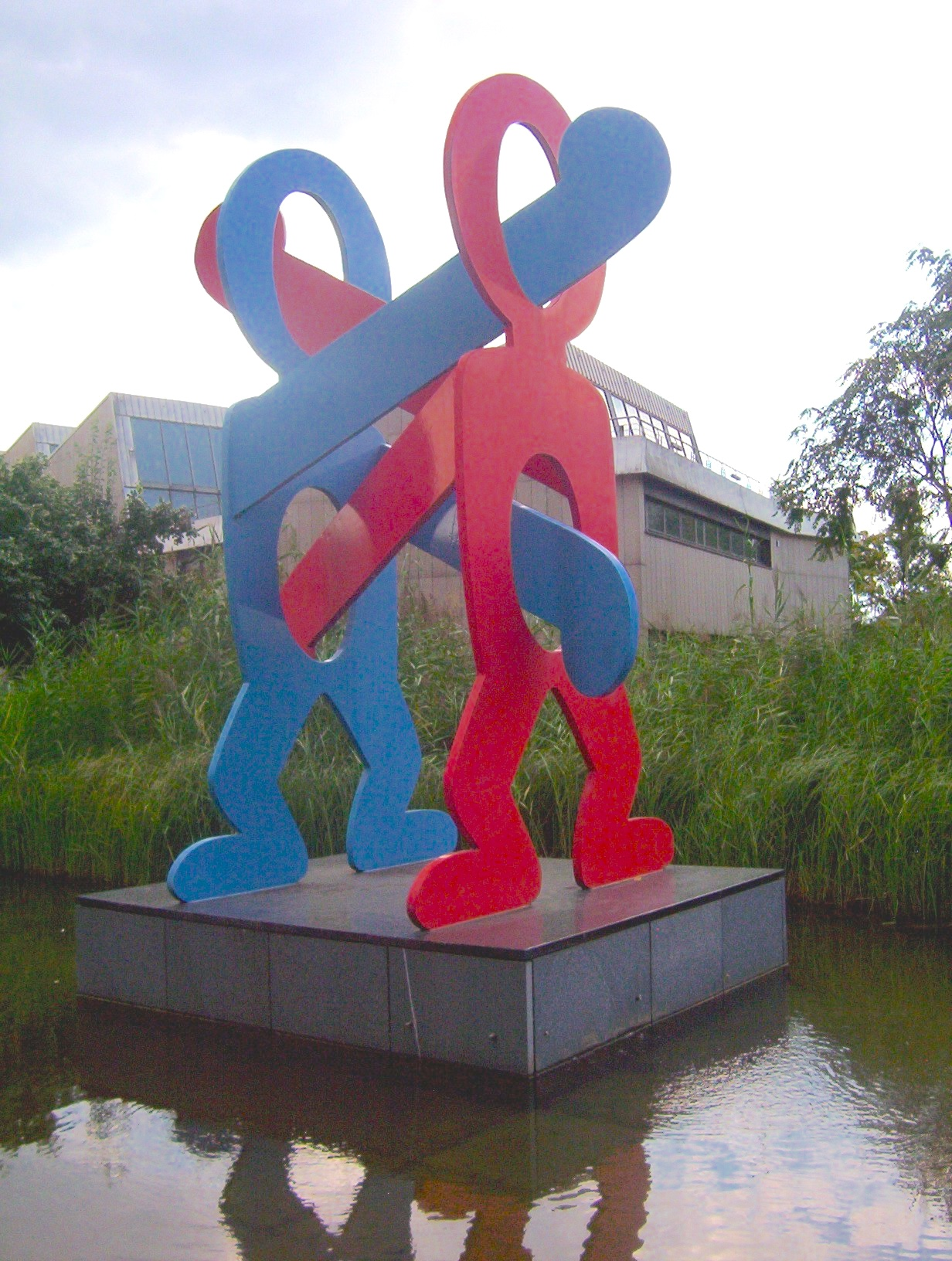
Boxer i Berlin.

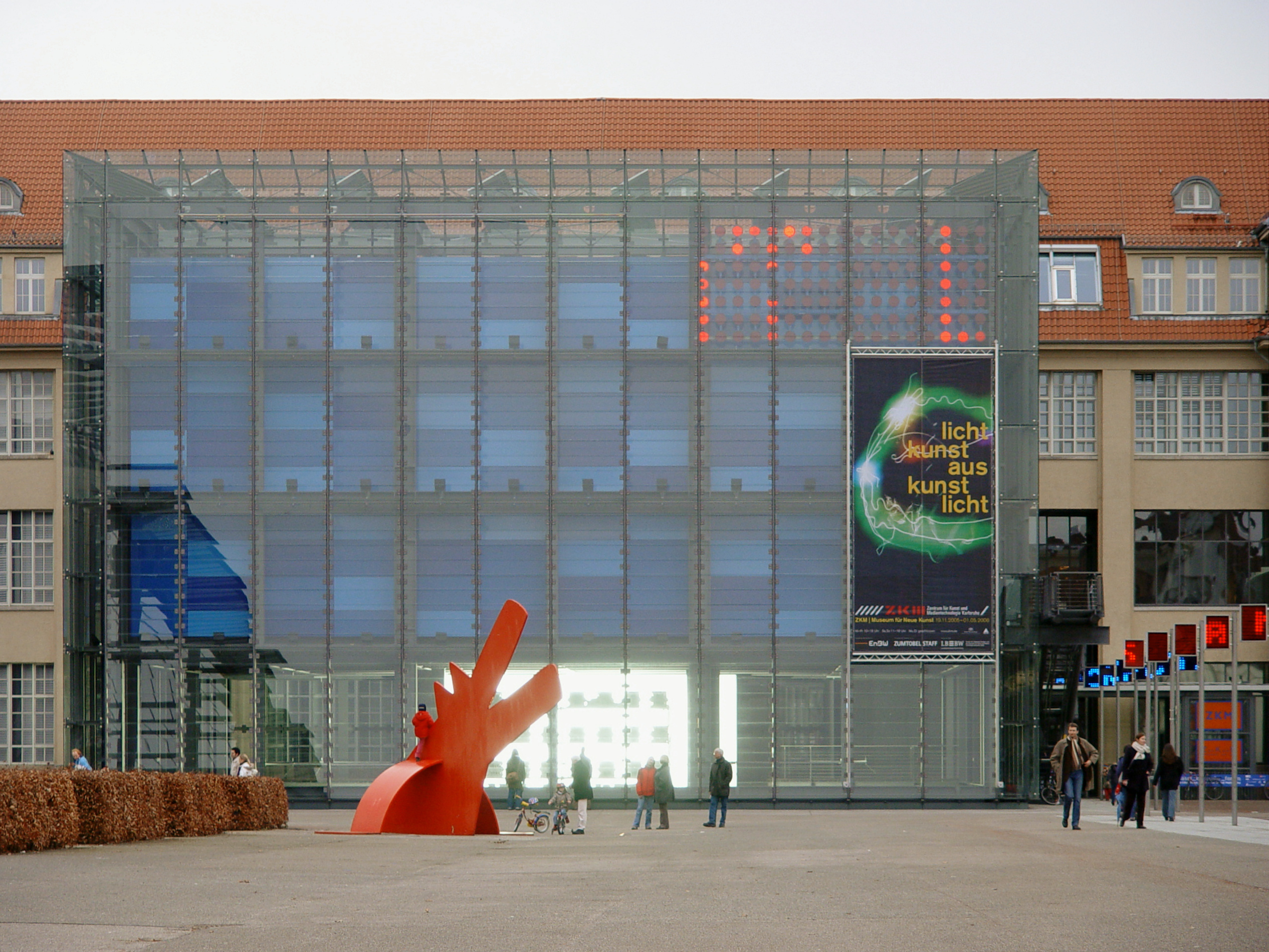
ZKM i Karlsruhe.

Keith Allen Haring, född 4 maj 1958 i Reading i Pennsylvania, död 16 februari 1990 i New York, var en amerikansk konstnär. Han studerade vid School of Visual Arts, New York 1978–1979.

## Karriär

### Nyexpressionism och graffiti
Harings myllrande och graffitiinspirerade kompositioner utgjorde en stor del av det avantgarde under 1980-talet som växte fram i USA då nyexpressionismen var som mest populär. Han hade ett nära samarbete med gatukonstnären LA II som förmedlade flera kontakter till olika kända konsttidningar men även flera renodlade modetidningar publicerade bilder på Haring och hans olika utomhusverk.
Hans verk blev också mycket kommersiellt framgångsrika och är det än idag. Bland annat förekom vissa som motiv på T-shirtar, knappar och klistermärken i samband med aidskampanjer under årens lopp. Han hade dessutom en egen butik i New York, "The Pop Shop", där allehanda konsttillbehör från hans konstnärskollegor men även vissa av hans egna verk var till salu.
Allt började dock med att han målade på tunnelbanor och gamla väggar men han målade med vanliga kritor till skillnad från andra konstnärer som oftast målade renodlat med sprayfärg på staket, husväggar eller i tunnelbanan.

### Konstboom och gatukonst
Haring, liksom många av hans kollegor på School of Visual Arts, respekterade graffitimålarnas rörelse och utbytte gärna erfarenheter, men var samtidigt inte en del av den. I likhet med Jean-Michel Basquiat hade han en mer självständig roll.
Hans konst är djupt personlig och präglas bland annat av de homosexuellas utsatthet och förakt från andra människor under aidsepidemiens inledning. Haring började då att måla på de vakanta reklamplatserna i tunnelbanan. Han använde krita, som inte är permanent (till skillnad från sprayfärg). Trots detta blev han arresterad upprepade gånger.
Den överhettade konstscenen, "konstboomen", under 1980-talet i New York var sådan att ateljéerna inte räckte till; man intog självsvåldigt gatorna och det offentliga rummet och den konsten kom efter hand att kallas för street art eller på svenska gatukonst.

### Kärlek och aids
Figurerna i Harings bilder hoppar och skuttar med kraft- och rörelsemarkörer och trots sin "gullighet" gör de ofta hål i varandra. Haring gjorde gärna enorma, ofta människoliknande och ändlösa teckenmålningar med denna typ av seriefiguration. Han målade gärna även tiovåningsfasader tillsammans med lokala ungdomar. Ett av hans mest spektakulära verk var en målad varmluftsballong som gick i trafik mellan London och Paris i samband med ett jubileum.
Hans œuvre kännetecknas av en våldsamt koncentrerad produktivitet och ett uttalat kärleksbudskap. Han deltog bland annat också som medlem och grafiker i aidsaktivistgruppen ACT UP. Under hösten 1989 målade han "Tuttomondo" ("Hela jorden") på en fasadvägg i Pisa i Italien som fick stor uppmärksamhet. Vissa bedömare tror att detta var hans sista stora kända verk innan han blev alltför sjuk för att kunna arbeta.[källa behövs] Platsen är idag uppkallad efter konstnären och där finns även ett café som är uppkallat efter honom. Många personer upplevde också att hans tid på jorden blev alltför kort då han avled 1990 i aidsrelaterade sjukdomar på ett sjukhus i New York.